# 彭子晴
彭子晴（英語：Wailis Pang，1973年8月26日—），原名彭薆，前香港電視劇演員，從事保險行業。
彭子晴於1995年加入無綫電視，與傅明憲、曹眾、陳彥行、姚瑩瑩被TVB封為「五美圖」。其代表作是長劇《真情》的阿靜，2001年轉投亞洲電視；2008年約滿後便沒有再續約，並且離開了娛樂圈。

## 演出作品

### 電視劇（無綫電視）
1995年
- 壹號皇庭IV 飾 方家琪

1996年
- 天地男兒 飾 徐家宜
- O記實錄II 飾 阮文琪

1997年
- 真情 飾 林靜川
- 大刺客之煙花殺手 飾 柳夢嬌 / 司馬喬
- 香港人在廣州 飾 柴可貴

1998年
- 外父唔怕做 飾 關芝玲

1999年
- 千里姻緣兜錯圈 飾 Lisa
- 刑事偵緝檔案IV 飾 張淑賢
- 非常保鑣 飾 陳家慧

### 電視劇（亞洲電視）
- 2002年：勝券在握 飾 陶思思
- 2002年：吉祥任務 飾 翁兆嵐
- 2004年：異世驚情夢 飾 阮天藍

### 電視劇（香港電台電視部）
- 1997年：法門

### 節目主持（無綫電視）
- 1996年：玉蘭油美的約會1996
- 1996年：為食到荷蘭
- 1996年：為食到瑞士
- 1997年：新春奇趣大全盒
- 1997年：都市閒情
- 1997年：東瀛搵食寶鑑

### 節目主持（亞洲電視）
- 2006年：從香港出發
- 2008年：開心到鎮

### 電影
- 1991年：逃學威龍 飾 Annie (黃小龜女友)
- 1991年：中環英雄 飾 保險推銷員
- 1994年：精武英雄 飾 陳真師妹
- 1998年：陰陽路之升棺發財 飾 歌手陳美麗的姐姐

### 音樂錄影帶
- 1995年：張學友《離開以後》
- 1995年：陳松伶《憶往事》
- 1996年：蘇永康《有人喜歡藍》
- 1996年：草　蜢《對一個人愛錯》(1996)
- 1997年：鄭伊健《你的我》
- 1997年：鄭伊健《打開你未來》
- 1998年：郭富城《戀愛態度1998》

### 歌曲
- 1999年：賀年專輯《新春頌獻》　風行唱片公司發行
  - 01.《新春頌獻》 薛家燕/洋/盧慶輝/彭子晴/苑瓊丹/譚倩紅/楊英偉/文潔雲
  - 04.《除舊接新》 盧慶輝/彭子晴

## 外部連結
- 彭子晴在香港影庫上的簡介
- 立靜情緣 （页面存档备份，存于）